# Iris Berben
Iris Berben (Detmold, 12 augustus 1950) is een Duitse actrice en stemactrice.

## Biografie
Berben groeide op in Hamburg als dochter van een gastronomen-echtpaar. Ze herhaalde de zevende klas van het internaat van Sankt Peter-Ording en werd door deze en twee verdere internaten, waaronder de huidige Sophie-Barat-school, uitgewezen, voordat ze haar schoolloopbaan beëindigde zonder diploma.
Haar eerste tv-optreden had ze in 1967 in een bijdrage van de Nordschau van de NDR-televisie over de bloemenkinderen van de hanzestad. Daarin was ze te zien in een grote instelling als bloemenverdeelster. In 1968 verhuisde ze naar München, waar ze onder regie van Rudolf Thome haar eerste bioscoopfilm Detective draaide. Een jaar later had ze een rol in de spaghettiwestern Vamos a matar, compañeros met o.a. Franco Nero en Jack Palance. In 1978 werd ze bekend bij een breder publiek aan de zijde van Ingrid Steeger in de Klimbim-successieserie Zwei himmlische Töchter onder regie van Michael Pfleghar. Naast vele verdere films draaide ze samen met  Dieter Krebs de comedyreeks Sketchup. Vanaf 1987 vertolkte ze Evelyn von Guldenburg in de tv-serie Das Erbe der Guldenburgs. Met de Duitse actrice Hannelore Elsner speelde ze in 1998 samen in het drama Andrea und Marie en in 2002 in de horrorfilm Fahr zur Hölle, Schwester!. In de roman-verfilming Buddenbrooks uit 2008 was Berben te zien als consul Buddenbrooks. In de misdaadreeks Rosa Roth in het ZDF speelde ze als commissaris de hoofdrol. Deze reeks en vele andere tv-producties met haar werden geënsceneerd door Carlo Rola, vooral ook Die Patriarchin en Krupp – Eine deutsche Familie.
In 1978 was ze fotomodel voor de Playboy en in 1987 en 2002 voor Penthouse. Berben heeft diverse boeken ingesproken. Michael Verhoeven ensceneerde in 2002 haar tegenoverstellende lezingen uit de dagboeken van Anne Frank en Joseph Goebbels. In 2010 werd Iris Berben aan de zijde van Bruno Ganz tot de nieuwe presidente van de Deutsche Filmakademie gekozen. Van 2013 tot 2019 oefende ze de functie alleen uit.

## Privéleven
Eind jaren 1960 was Berben gezien bij de Israëlische zanger Abi Ofarim en van 1974 tot 2006 bij de Israëlische zakenman Gabriel Lewy. In 2007 ontmoette ze tijdens de opnamen voor Afrika, mon amour haar huidige echtgenoot Heiko Kiesow. Ze is de moeder van de filmproducent Oliver Berben.

## Sociale en politieke betrokkenheid
Na de Zesdaagse Oorlog in 1967 reisde Berben voor de eerste keer naar Israël. In 2002 kreeg ze de Leo Baeck-prijs van de Zentralrat der Juden in Deutschland naar aanleiding van haar voortdurende betrokkenheid tegen rechtsextremisme, antisemitisme en voor het bestaansrecht van Israël binnen veilige grenzen. In augustus 2007 opende ze als beschermvrouwe de tentoonstelling van de United Buddy Bears in Jeruzalem. Ze is de eerste ondertekenaar van het initiatief Stop the Bomb, dat zich uitspreekt tegen het Iraanse kernwapenprogramma. Verder ondersteunt ze de vereniging Gesicht Zeigen! Für ein weltoffenes Deutschland e. V., die zich landelijk inzet tegen vreemdelingenhaat, racisme, antisemitisme en rechtsextreem geweld. Ze is beschermvrouwe van de Magen David Adom-Israël in Duitsland, die de Magen David Adom (Roter Schild Davids, Israëls nationale reddings- en bloeddonatiedienst) ondersteunt.
Berben is curatoriumlid van de Deutsche AIDS-Stiftung. Ze steunt bij meerdere verkiezingen de SPD. Tijdens de plechtige bijeenkomst ter gelegenheid van het 150-jarig bestaan van de SPD in mei 2013 presenteerde ze de Geschichte der deutschen Sozialdemokratie. Ze steunt de in 2016 door de SPD geïnitieerde campagne Meine Stimme für Vernunft. Op 12 februari 2017 was ze lid van bondsvergadering. Ze is beschermvrouwe van het muziektheater-project Die Kinder der toten Stadt, dat scholen met pedagogisch begeleidingsmateriaal ter beschikking staat en door de aanpak van de muziek nieuwe didactische wegen als bedoeld van de herinneringscultuur aanbiedt. Sinds 2016 is ze bovendien lid van de jury tot toekenning van de Internationale Nürnberger Menschenrechtspreis.

## Onderscheidingen
- 1987 en 2004: Goldene Kamera
- 1990, 2002 en 2009: Bambi
- 1997: Orde van Verdienste van de Bondsrepubliek Duitsland (met lint)
- 2000: Goldene Europa GALA-extra prijs
- 2001: Scopus Award
- 2002: Leo Baeck-prijs
- 2003: Orde van Verdienste van de Bondsrepubliek Duitsland (1e klasse)
- 2004: Women's World Award – World Tolerance Award
- 2004, 2005 und 2007: Goldene Romy
- 2005: Bayerischer Verdienstorden
- 2006: Medaille "München leuchtet – Den Freunden Münchens" in goud
- 2007: Karl Valentin-Orde
- 2007: Berliner Bär (B.Z.-cultuurprijs)
- 2007: Steiger Award
- 2008: Bijzondere onderscheiding bij de Adolf Grimme-prijs 2008
- 2009: Onderscheiding voor burgerlijke moed
- 2010: Internationale Mendelssohn-prijs te Leipzig (categorie Maatschappelijke Betrokkenheid)
- 2011: Bayerischer Fernsehpreis, Ereprijs voor het levenswerk
- 2011: Courage-prijs
- 2011: Bayerische Verfassungsmedaille in zilver
- 2012: Goldene Kamera voor beste tv-film
- 2012: Grimme-prijs 2012 voor Liebesjahre (samen met Magnus Vattrodt, Matti Geschonneck, Peter Simonischek, Nina Kunzendorf en Axel Milberg)
- 2012: Rose d'Or, categorie "Lifetime Rose"
- 2013: Prijs voor Begrip en Tolerantie van het Jüdisches Museum Berlin
- 2013: Europese cultuurprijs »Pro-Humanitate«
- 2013: Theodor Lessing-prijs
- 2014: Erich Kästner-prijs (Dresden)
- 2014: Hessische Film- en Bioscoopprijs
- 2015: Verdienstorden des Landes Berlin
- 2015: Herbert Strate-prijs
- 2015: Toni Pfülf-prijs
- 2016: Georg August Zinn-prijs
- 2017: Goldener Ochse
- 2018: Platina-Romy
- 2018: Festival van de Duitse Film – Preis für Schauspielkunst
- 2019: Filmfestival Max Ophüls Preis – ereprijs
- 2022: Martin Buber plaquette

## Filmografie
- 1965: Noch und Nöcher
- 1969: Der Mann mit dem Glasauge
- 1969: Detektive
- 1970: Stehaufmädchen
- 1970: Vamos a matar, compañeros
- 1976: Duett zu dritt
- 1980: Ach du lieber Harry
- 1982: Büro, Büro
- 1983: Schwarzfahrer
- 1984: Tapetenwechsel
- 1984: Rallye Paris – Dakar
- 1985: Beinahe Trinidad
- 1985: Das Mißverständnis (korte film)
- 1986: Irgendwie und Sowieso
- 1987: Traumschiff Mexico
- 1988: Drei D
- 1990: Das Geheimnis des gelben Geparden (thriller, BRD/F)
- 1991: Der Froschkönig
- 1991: St. Petri Schnee
- 1992: Cosimas Lexikon
- 1993: Im Himmel hört Dich niemand weinen
- 1994: Tod in Miami
- 1995: Rennschwein Rudi Rüssel
- 1996: Peanuts – Die Bank zahlt alles
- 1996: Kondom des Grauens
- 1997: Der stille Herr Genardy
- 1998: Living Dead
- 1998: Frau Rettich, die Czerni und ich
- 1998: Bin ich schön?
- 2000: Gefährliche Träume – Das Geheimnis einer Frau
- 2002: 666 – Traue keinem, mit dem du schläfst!
- 2008: Buddenbrooks
- 2009: Es kommt der Tag
- 2012: Anleitung zum Unglücklichsein
- 2014: Miss Sixty
- 2015: Traumfrauen (film)
- 2015: Alki Alki
- 2016: Eddie the Eagle – Alles ist möglich
- 2016: Shakespeares letzte Runde
- 2016: Conni & Co
- 2016: Sing (stem van Nana)
- 2017: Conni & Co 2 – Das Geheimnis des T-Rex
- 2017: Die Schlümpfe – Das verlorene Dorf (als stemactrice voor Smurfin)
- 2017: Jugend ohne Gott
- 2017: High Society
- 2017: Wo sie ist
- 2018: Der Vorname
- 2022: Triangle of Sadness
- 2022: Der Nachname
- 2023: Paradise
- 2023: 791 km

### Televisiefilms
- 1969: Brandstifter
- 1971: Supergirl – Das Mädchen von den Sternen
- 1971: Der Fall Eleni V sitoulgari
- 1974: Abschied vom Abschied
- 1976: Das Fräulein von Scuderi
- 1981: Die Baronin
- 1988: Das Viereck
- 1988: Tagebuch für einen Mörder
- 1989: Karambolage
- 1992: Verflixte Leidenschaft
- 1992: Das große Fest
- 1993: Christinas Seitensprung
- 1996: Der gefälschte Sommer
- 1998: Vergewaltigt – Eine Frau schlägt zurück
- 1998: Andrea und Marie
- 1998: Das Miststück
- 1999: Die Zauberfrau
- 1999: Der Solist – Kein Weg zurück
- 1999: Todsünden – Die zwei Gesichter einer Frau
- 2000: Das Teufelsweib
- 2001: Ein mörderischer Plan
- 2002: Fahr zur Hölle, Schwester!
- 2002: Wer liebt, hat Recht
- 2002: Die schöne Braut in Schwarz
- 2003: Dienstreise – Was für eine Nacht
- 2004: Das Kommando
- 2004: Schöne Witwen küssen besser
- 2005: Die Patriarchin (tv-meerluik)
- 2006: Silberhochzeit
- 2006: Die Mauer – Berlin '61
- 2007: Afrika, mon amour (tv-meerluik)
- 2007: Frühstück mit einer Unbekannten
- 2007: Duell in der Nacht
- 2008: Der russische Geliebte
- 2008: Gott schützt die Liebenden
- 2008: Kommissar Süden und das Geheimnis der Königin
- 2009: Krupp – Eine deutsche Familie (tv-meerluik)
- 2009: Tiger-Team – Der Berg der 1000 Drachen
- 2010: Kennedys Hirn
- 2010: Die Prinzessin auf der Erbse
- 2010: Meine Familie bringt mich um!
- 2011: Niemand ist eine Insel
- 2011: Liebesjahre
- 2013: Die Kronzeugin – Mord in den Bergen
- 2013: StilleStille
- 2013: Ein weites Herz – Schicksalsjahre einer deutschen Familie
- 2014: Der Wagner-Clan. Eine Familiengeschichte
- 2014: Sternstunde ihres Lebens
- 2014: Das Zeugenhaus
- 2015: Die Eisläuferin
- 2015: Die Neue
- 2016: Familie!
- 2018: Alt, aber Polt
- 2019: Hanne
- 2020: Lang lebe die Königin
- 2020: Nicht tot zu kriegen
- 2020: Mein Altweibersommer
- 2020: Das Unwort
- 2020: Altes Land (meerdeler)
- 2022: Und dann steht einer auf und öffnet das Fenster

### Televisieseries
- 1972: Julia von Mogador (Die Leute von Mogador)
- 1976: Freiwillige Feuerwehr
- 1977: Derrick – Eine Nacht im Oktober
- 1977–1982: Der Alte (4 afleveringen)
- 1978: Zwei himmlische Töchter (6 afleveringen)
- 1978: Derrick – Klavierkonzert
- 1979: Sonne, Wein und harte Nüsse – Die Sache mit King Harry
- 1979: St. Pauli-Landungsbrücken (1 aflevering)
- 1981: Büro, Büro
- 1984: Angelo und Luzy (tv-miniserie)
- 1984: Heiße Wickel – Kalte Güsse (1 aflevering)
- 1985–1986: Sketchup
- 1986–1990: Das Erbe der Guldenburgs (39 afleveringen)
- 1986: Ein Fall für zwei – Todestag
- 1987: Die glückliche Familie (1 aflevering)
- 1987: Die Wilsheimer (tv-miniserie)
- 1988: Meister Eder und sein Pumuckl (1 aflevering)
- 1989: Liebling Kreuzberg (twee afleveringen)
- 1990: Liebesgeschichten (1 aflevering)
- 1993: Ein Fall für zwei – Eine mörderisch gute Idee
- 1994–2013: Rosa Roth
- 1995: Tatort: Mordauftrag
- 1999: Tatort – Das Glockenbachgeheimnis
- 2017: Schulz & Böhmermann (talkshow: rol van Kathrin Ferrantes)
- 2018: Pastewka (Cameo-optreden in de aflevering Eine Nacht zum Vergessen)
- 2018: Die Protokollantin
- 2020: Unter Freunden stirbt man nicht (4 afleveringen)
- 2023: Deutsches Haus (2 afleveringen)

## Luisterboeken
- 2005: Françoise Sagan, Bonjour Tristesse. Random House Audio Köln, ISBN 978-3-89830-972-1.
- 2006: Minka Pradelski, Und da kam Frau Kugelmann. Random House Audio Köln, ISBN 978-3-86604-185-1.
- 2007: Anna Gmeyner, Manja. Hörkultur, ISBN 978-3-9523087-4-5.
- 2010: Petra Hammesfahr, Die Mutter. Random House Audio Köln, gekürzt 4 CDs 296 Min., ISBN 978-3-8371-0442-4
- 2011: Marina Lewycka, Kurze Geschichte des Traktors auf Ukrainisch. Random House Audio Köln, ISBN 978-3-8371-0875-0.
- 2011: Iris Berben leest Verbrannte Bücher – Verfemte Komponisten. Verlag Herder, ISBN 978-3-451-31978-5.
- 2015: Gebroeders Grimm, Brüderchen und Schwesterchen. Amor Verlag, ISBN 978-3-944063-72-0.
- 2015: Gebroeders Grimm, Frau Holle. Amor Verlag, ISBN 978-3-944063-71-3.
- 2016: Hans Christian Andersen, Die kleine Meerjungfrau. Amor Verlag, ISBN 978-3-944063-95-9.
- 2017: David Walliams, Zombie-Zahnarzt, Argon Verlag, ISBN 978-3-8398-4122-8.

## Hoorspel
- 2018: Die Kinder der toten Stadt, Hoorspel en muziekalbum, LAVA JAM LJ1801.

## Publicaties
Als auteur of co-auteur
- Frauen bewegen die Welt. met Nicole Maibaum. Droemer, München 2009, ISBN 978-3-426-27468-2.
- Älter werde ich später. Das Geheimnis, schön und sinnlich, fit und entspannt zu sein. Goldmann, München 2005, ISBN 3-442-16726-4.
- Ein Jahr – ein Leben. met Christoph Amend. Fischer, Frankfurt am Main 2012, ISBN 978-3-10-004815-8.
- Jerusalem: Menschen und Geschichten einer wundersamen Stadt met foto's van Tom Krausz. Corso in der Verlagshaus Römerweg GmbH, Wiesbaden 2015, ISBN 978-3-7374-0715-1.

Als uitgever
- Unter einem Himmel. Geschichten und Gedichte von Freundschaft und Toleranz. Kreuz, Stuttgart 2005, ISBN 3-7831-2547-2.
- Weihnachten für dich und mich. Die schönsten Geschichten aus aller Welt. boek met illustraties van Joachim Knappe; Hörbuch gelezen door Iris Berben. cbj, München 2005, ISBN 3-570-13036-3 (Mediacombinatie met luisterboek-cd).
- Eilige Nacht. Etwas andere Weihnachtsgeschichten. Kreuz, Stuttgart 2004, ISBN 3-7831-2471-9.